# Tunjuelito

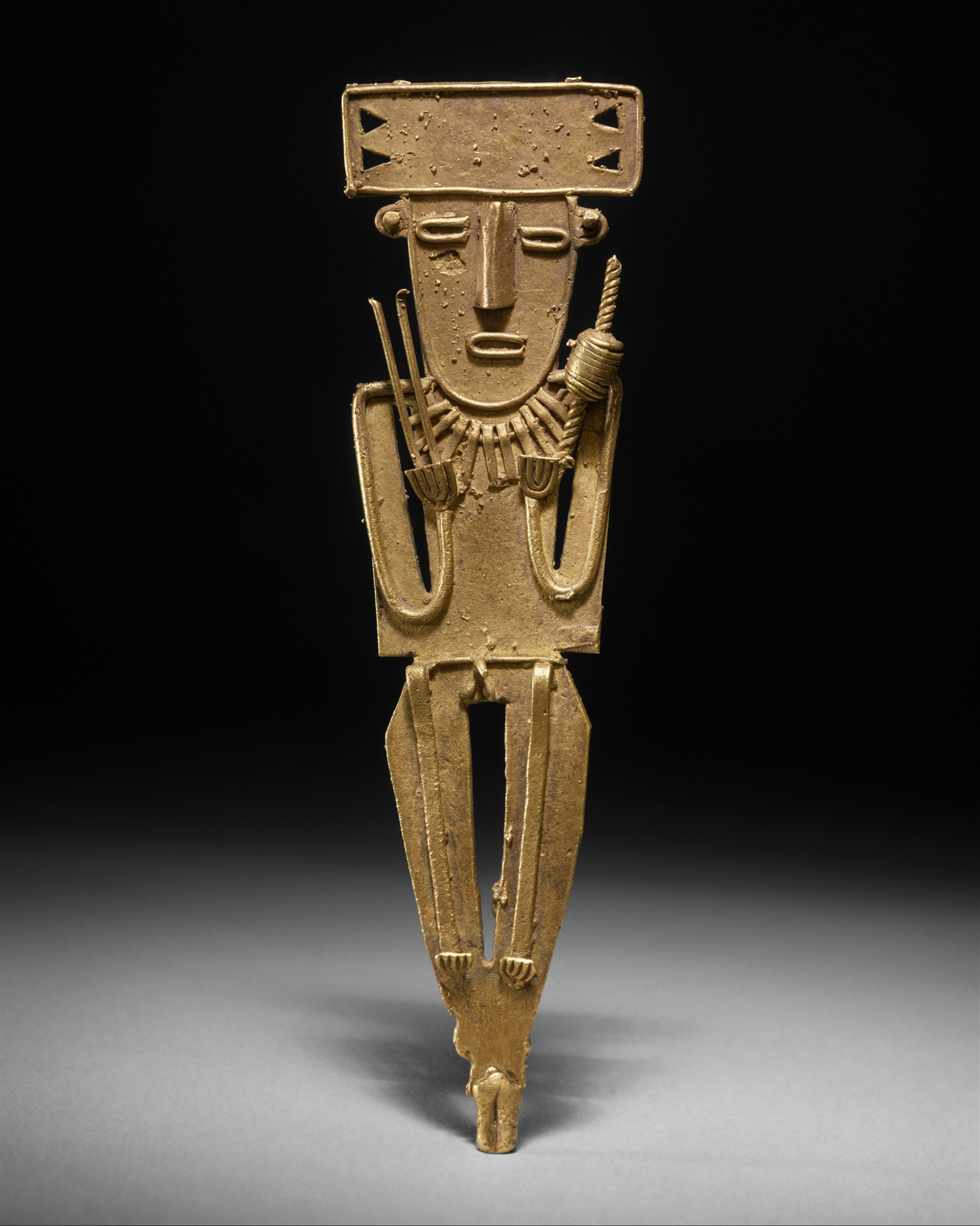
„Tunjo“ der Muisca-Kultur aus der Region Lago Guatavita, 10. bis 16. Jahrhundert, Metropolitan Art Museum, New York City

Tunjuelito ist der 6. Stadtbezirk (localidad) der kolumbianischen Hauptstadt Bogotá. Der Name ist ein Diminutiv von „Tunjo“, einer in Gold gefertigten anthropomorphen Figur der Muisca-Kultur. Auf einer Fläche von 1.062 Hektaren leben hier ca. 302.342 Menschen.
Tunjuelito gehörte ursprünglich zum Bezirk Usme, bevor es eigenständig wurde. Seine Topographie ist im Wesentlichen flach, obwohl südliche Barrios, wie San Benito, Tunjuelito und Abraham Lincoln, topografisch höher liegen. Tunjuelito beherbergt eine Polizeischule und Artillerieschule, eine Industriezone und den Parque Metropolitano El Tunal.

## Grenzen
Nord: Autopista Sur mit dem Bezirk Kennedy und Puente Aranda

Süd: Calle 47 Sur, mit dem Bezirk Usme

Ost: mit den Bezirke Rafael Uribe Uribe und Usme

West: Río Tunjuelo, mit dem Bezirk Ciudad Bolívar